# Kharja
Cet article concerne la procession mystique. Pour le joueur de football, voir Houssine Kharja.

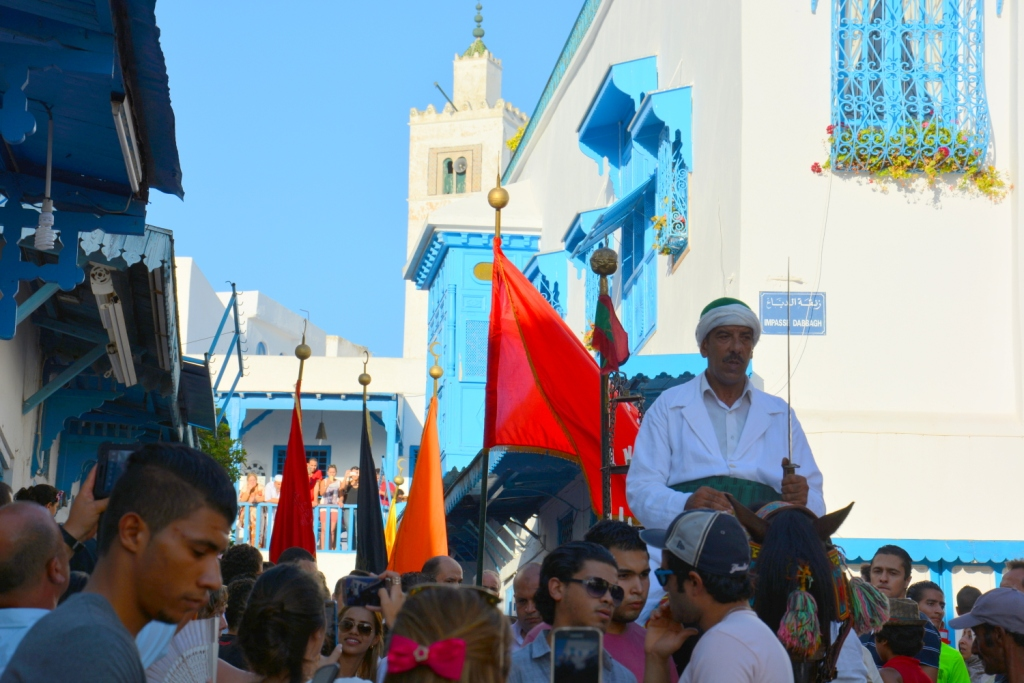
Kharja de Sidi Bou Saïd en 2015.

Une kharja (arabe : خرجة) est une procession mystique tunisienne organisée annuellement par des confréries musulmanes en l'honneur d'un saint.
Le cortège est devancé par les porteurs de drapeaux, suivis des membres de la confrérie qui psalmodient des chants liturgiques au son des bendirs. Il quitte la zaouïa du saint et défile dans les rues de la ville. La cérémonie se termine par un cérémonial de danse mystique.
Les kharjas les plus célèbres sont celles de Sidi Ben Arous à Tunis, de Sidi Bou Saïd au village du même nom, de Sidi Ammar à l'Ariana et de Sidi Ali El Hattab.